# Matthias Jauslin
Pour les articles homonymes, voir Jauslin.
Matthias Jauslin, né le 20 avril 1962 à Winterthour (originaire de Muttenz), est une personnalité politique suisse, membre du Parti libéral-radical puis du Parti vert'libéral. Il est député du canton d'Argovie au Conseil national depuis novembre 2015.

## Biographie
Matthias Samuel Jauslin naît le 20 avril 1962 à Winterthour, dans le canton de Zurich. Il est originaire de Muttenz, dans le canton de Bâle-Campagne.
Il grandit à Gebenstorf et habite depuis 1988 à Wohlen dans le canton d'Argovie. Il effectue un apprentissage d'installateur électrique et obtient par la suite un CFC[réf. souhaitée].
Il fonde en 1989 avec un partenaire sa propre société d'installations électriques (Jost Wohlen AG, du nom de son partenaire), comptant une trentaine d'employés en 2023,.
Il est marié à Yvonne Jauslin depuis 1987 et père de trois enfants,. Il a le grade de premier-lieutenant à l'armée[réf. souhaitée].

## Parcours politique
Son premier engagement est son élection au législatif communal de Wohlen en 1988, place qu'il conserve jusqu'en 2006. Il est élu l'année suivante au conseil communal (exécutif) de sa commune. Il en devient vice-président en 2010, et y reste jusqu'en 2013.
Il est élu au Grand Conseil argovien en 2009. Il y fait partie de la commission de gestion.
Il préside par ailleurs le Parti libéral-radical argovien du 22 octobre 2013, date à laquelle il succède à Thierry Burkart à ce poste, au 6 avril 2017,.
Il crée la surprise en octobre 2015 en décrochant la quatrième place de la liste de son parti aux élections fédérales, ce qui lui permet d'accéder au Conseil national grâce à l'élection de Philipp Müller au Conseil des États,. Il est membre jusqu'en décembre 2019 de la Commission des institutions politiques (CIP), où il s'occupe notamment de la mise en œuvre de l'initiative contre l’immigration de masse, puis de la Commission de l'environnement, de l'aménagement du territoire et de l'énergie (CEATE) et de la Commission de gestion (CdG).
Réélu en 2023, il n'est pas reconduit au sein de la CEATE, son parti lui reprochant une trop grande déviation d'avec la ligne politique du PLR. Début 2025, il annonce changer de parti pour le parti vert'libéral.

## Autres fonctions
En 2017, il devient président de l'Aéro-club de Suisse, l'association faîtière de l'aviation légère.